# Auguste Denayrouze
August Denayrouze (1837–1883) war ein Erfinder eines Atemreglers zur Steuerung der Luftzufuhr und, zusammen mit Benoît Rouquayrol, einer der Erfinder eines Taucheranzugs.

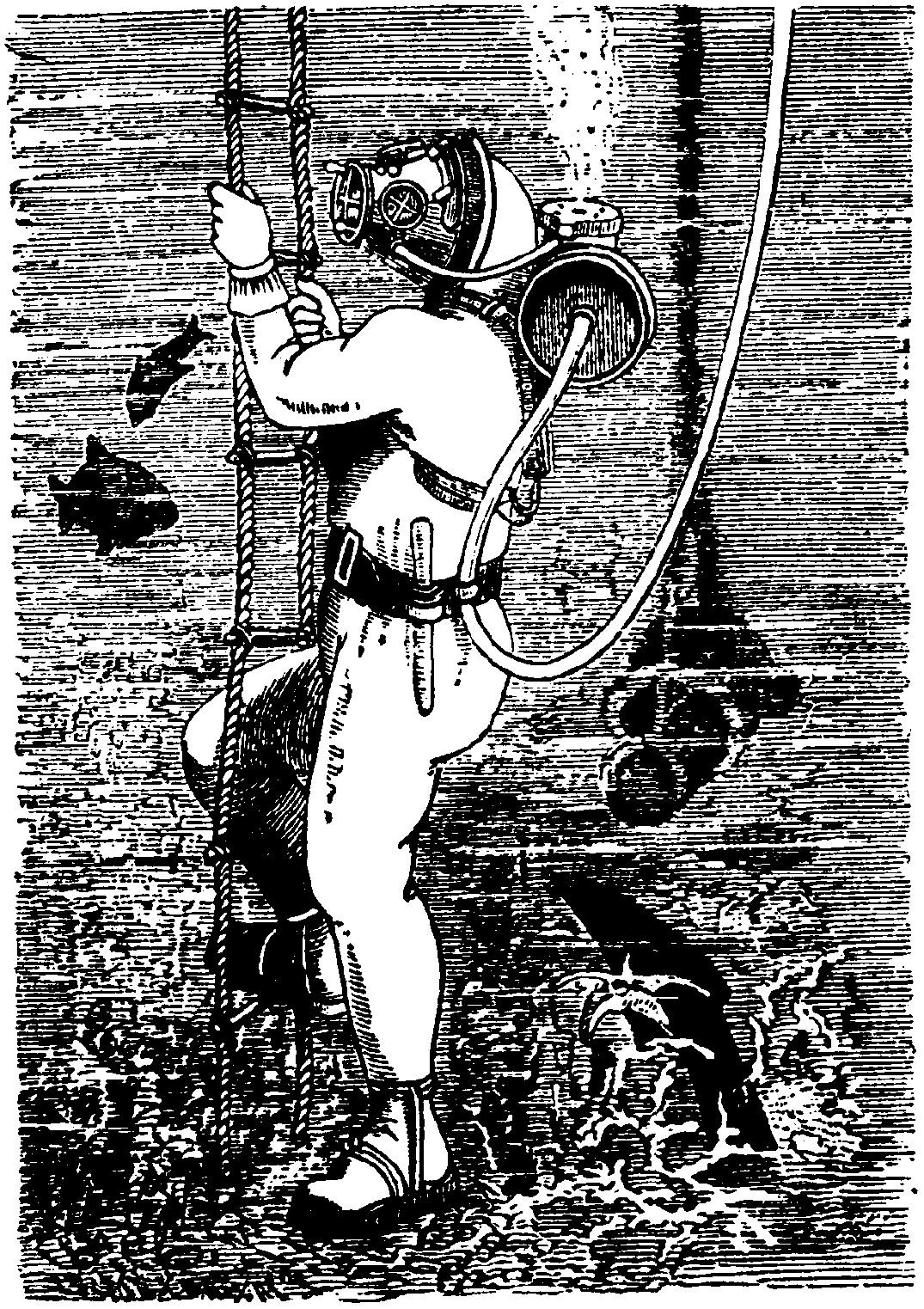
Ein Rouquayrol-Denayrouze-Tauchgerät, bei dem Luft von der Oberfläche in einen fassförmigen Behälter gepumpt wird und dann durch den im Helm eingebauten Druckregler strömt.

## Biographie
Denayrouze wurde am 1. Oktober 1837 in Montpeyroux, Aveyron, Frankreich, auf der Hochebene Aubrac geboren. 1852, im Alter von fünfzehn Jahren, wurde er in die Marineschule aufgenommen. 1862 wurde er zum Lieutenant de Vaisseau befördert und begab sich auf eine Expedition nach Cochinchina (heutiges Vietnam). Er erkrankte schwer und war deshalb nicht mehr seetauglich. Während seiner Genesung in der Gemeinde Espalion lernte Denayrouze Benoît Rouquayrol kennen, mit dem er bei mehreren Erfindungen zusammenarbeitete.
Seit 1860 hatte Rouquayrol drei Patente für Geräte für den Bergbau angemeldet, die im Notfall eingesetzt werden sollten, um Bergleute bei Grubengas oder Überflutung mit Luft zu versorgen. Denayrouze untersuchte die Möglichkeit, den Druckregler anzupassen und für den Einsatz unter Wasser zu entwickeln. Die beiden Männer entwickelten und patentierten 1864 ihren „Rouquayrol-Denayrouze-Taucheranzug“. Dies war der erste Taucheranzug, der den Taucher bei Bedarf mit Luft versorgen konnte. Im selben Jahr entwickelte die Kaiserlich-Französische Marine ein ähnliches Gerät.
Im Februar 1865 gründete August Denayrouze die „Rouquayrol-Denayrouze-Gesellschaft“, um ihre Erfindungen zu kommerzialisieren und sie sowohl an die Marine als auch an private Unternehmen zu verkaufen. Im selben Jahr gründete er die „Französische Gesellschaft für Fische und Schwämme des östlichen Mittelmeers“ mit Sitz in Izmir, Türkei. Zwei Jahre später wurde das Tauchgerät von Rouquayrol-Denayrouze auf der Weltausstellung 1867 vorgestellt und gewann die Goldmedaille.
Jules Verne, der die Ausstellung besuchte, entdeckte die Erfindung mit Begeisterung und wählte sie als Ausrüstung für seinen fiktiven Kapitän Nemo und die Besatzung der Nautilus in dem 1870 erschienenen Roman Zwanzigtausend Meilen unter dem Meer. Verne zollte den Erfindern Tribut, indem er sie namentlich erwähnte.
1869 übergab Denayrouze die Leitung der Gesellschaft für Fische und Schwämme an seinen Bruder Louis Denayrouze, damit dieser die kommerziellen Interessen der Tauchgeräte im östlichen Mittelmeerraum vorantreiben konnte. 1874 löste August Denayrouze beide Gesellschaften auf und gründete eine einzige „Wiedervereinigte Gesellschaft für mechanische Spezialitäten“, deren Direktor sein Bruder Louis war.
Denayrouze starb am 1. Januar 1883 im Alter von 45 Jahren.